# Marco Polo (film 2007)
Marco Polo è una miniserie statunitense del 2007, diretta da Kevin Connor, con Ian Somerhalder, B.D. Wong e Brian Dennehy.

## Trama
Nel XIII secolo, imprigionato a Genova, Marco Polo, un commerciante veneziano, racconta il suo passato trascorso in Cina ad un compagno di prigionia che sta morendo. Ricorda le sue fantastiche avventure, la sua ascesa al governatorato di Kublai Khan, alla corte della Mongolia, il suo amore per una sposa rapita e la sua fuga in Italia come uomo ricco.